# Filemó el Vell
Filemó (en llatí Philemon, en grec antic Φιλήμων) (circa 360 aC - circa 262 aC) fou un poeta còmic atenenc, el primer en ordre d'antiguitat i el segon en celebritat de tots els poetes còmics de la nova comèdia. Era fill de Damó i nadiu de Soli a Cilícia, segons Estrabó, encara que alguns el fan siracusà. Va viure al segle IV aC, en temps d'Alexandre el Gran. De jove va anar a Atenes i en va obtenir la ciutadania, segons diu Suides.
Els gramàtics alexandrins l'assignen tots a la nova comèdia junt amb Menandre d'Atenes, Dífil de Sinope, Filípides, Posidip i Apol·lodor de Carist. Les primeres exhibicions de les seves comèdies van ser cap al 330 aC. Menandre, que el va seguir, era vuit anys posterior, i als dos cal atribuir la introducció de la nova comèdia.
Filemó va viure fins a una edat molt avançada segons Claudi Elià, i va morir durant una guerra entre Atenes i Antígon, data que Diodor de Sicília fixa al 262 aC, quan tenia no menys de 96 anys. La forma en què va morir té diverses versions. Una diu que va morir de riure davant d'un incident ridícul (Suides i Llucià de Samòsata) una altra de l'alegria d'obtenir una victòria en un concurs dramàtic (Plutarc) i encara una tercera que diu que les Muses el van cridar mentre escrivia la seva darrera i millor obra (Claudi Elià).
Encara que era inferior a Menandre, va ser el favorit del públic i va derrotar a Menandre en alguns concursos. Aulus Gel·li atribueix aquestes victòries a que utilitzava la seva influència per guanyar, i explica que Menandre va preguntar a Filemó si no s'havia ruboritzat quan el va vèncer en el concurs. Va ser convidat a la cort del rei Ptolemeu I Sòter. Va escriure una comèdia on ridiculitzava a Magas governador o rei de Cirene, i una vegada que una turmenta va portar a Filemó a les costes de Cirene, Magas va prendre venjança ridiculitzant al seu tron al poeta, per després deixar-lo anar, segons diu Plutarc.
Diodor diu que va escriure 97 comèdies; els nom dels títols conservat són 53 i n'hi ha d'altres de dubtosos:
- Ἄγροικος ("Agroicos" L'habitant del país)
- Ἀγύρτης ("Agyrtes" El sacerdot captaire)
- Ἄδελφοι ("Adelphoi" Germans)
- Αἰτωλός ("Aitolos" Etol)
- Ἀνακαλύπτων ("Anacalypton" El descobridor)
- Ἀνανεουμένη ("Ananeoymene" La dona renovada)
- Ἀνδροφόνος ("Androphónos" L'assassí)
- Ἀποκαρτερῶν ("Apocarteron" L'home afamat)
- Ἄπολις ("Apolis" L'exiliat)
- Ἁρπαζόμενος ("Arpazomenos" L'home capturat)
- Αὐλητής ("Auletes" El flautista)
- Βαβυλώνιος ("Babylonios" L'home de Babilònia)
- Γάμος ("Gamos" Casament)
- Ἐγχειρίδιον ("Encheiridion" El punyal))
- Ἔμπορος ("Emporos" El comerciant)
- Ἐξοικιζόμενος ("Ekoikizomenos" El desterrat)
- Ἐπιδικαζόμενος ("Epidikazomenos" El demandant)
- Εὔριπος ("Euripos" Estret, canal)
- Ἐφεδρῖται ("Ephedritai" (Els que vigilen)
- Ἔφηβος ("Ephebos" Efeb)
- Ἥρωες ("Heroes" Els herois)
- Θηβαῖοι ("Thebaioi" Els tebans)
- Θησαυρός ("Thesauros" El tresor)
- Θυρωρός ("Thyroros" El porter)
- Ἰατρός ("Iatros" El metge)
- Καταψευδόμενος ("Katapseudomenos" El fals acusador)
- Κοινωνοί ("Koinonoi" Companys)
- Κόλαξ ("Kolax" L'adulador)
- Κορινθία ("Korinthia" La dona de Corint)
- Μετίων ἢ Ζώμιον ("Metion, o Zomion"
- Μοιχός ("Moichos" L'adúlter)
- Μυρμιδονές ("Myrmidones" Els Mirmídons)
- Μυστίς ("Mystis" La dona iniciada en els Misteris)
- Νεαίρα ("Neaíra")
- Νεμόμενοι ("Nemómenoi" Els que comparteixen)
- Νόθος ("Nothos" El bastard)
- Νύξ ("Nyx" Nix)
- Παγκρατιαστής ("Pankratiastes" El lluitador de Pancraci)
- Παιδάριον ("Paidarion" Noi)
- Παῖδες ("Paides" Nens)
- Παλαμήδης ("Palamédes" Palamedes)
- Πανήγυρις ("Panegyris" L'assemblea)
- Παρεισιών ("Pareision" El que entra furtivament)
- Πιττοκοπούμενος ("Pittokopumenos" Recobert de brea)
- Πτερύγιον ("Pterygion" Aleta)
- Πτωχὴ ἢ Ῥοδία ("Ptoche é Rhodia" La pobra dona o La dona de Rodes)
- Πυρρός ("Pyrrhós" Pirros)
- Πυρφόρος ("Pyrphoros" El portador de foc)
- Σάρδιος ("Sardios" L'home de Sardes)
- Σικελικός ("Sikelikos" L'home de Sicília)
- Στρατιώτης ("Stratiotes" El soldat)
- Συναποθνήσκοντες ("Synapothneskontes" Homes que moren junts)
- Συνέφηβος ("Synephebos" Company adolescent)
- Ὑποβολιμαῖος ("Hypobolimaios" Allò que canvia)
- Φάσμα ("Phasma" El fantasma o L'espectre)
- Φιλόσοφοι ("Philosophoi" Els filòsofs)
- Χήρα ("Chéra" La vídua)

Les més conegudes d'aquests obres són Ἔμπορος i Θησαυρός, que van tenir adaptacions en llatí fetes per Plaute: Mercator (El comerciant) i Thesaurus.